# جبل ملحمة
جبل ملحمة هو جبل يقع في جنوب غرب المملكة العربية السعودية في منطقة جازان وجنوب شرق مركز الخشل التابع لمحافظة الحرث ويبعد عن مدينة جيزان نحو95 كم حيث يحف جبل ملحمة مسار خط حدودي بين المملكة العربية السعودية والجمهورية اليمنية من الجهة الجنوبية الشرقية ويبلغ إرتفاع الجبل تقريبًا نحو600-700 متر عن سطح البحر.

## الحدود
جبل ملحمة جبل ينقسم الى قسمين العليا والسفلى العليا (الشرقية) وهي يمنية، والسفلى (الغربية) وهي سعودية, ويقع القسم السعودي جنوب شرق مركز الخشل وشمال غرب الجابري يحفه من الجنوب الشرقي مجرى وادي دهوان، يبلغ طوله من الشمال الغربي إلى الجنوب الشرقي نحو 4 كم، وعرضه نحو 2 كم، ويشرف من الجنوب والجنوب الغربي على مجموعة كبيرة من البلدات السعودية واليمنية، فمن الجنوب يشرف على بلدات منها: الجابري، والمصيدي، والمخرج، ومن الغرب: المقعد، ومورعة، والمجالية، والكبشية، والخشل، كما يجاور جبل شداء اليمني من الجنوب الغربي.

## المرعى
هو جبل فيه عديد من المزايا حين تنبت فيه الأعشاب والنباتات التي يمكن للحيوانات أن تقتات عليها، وهذا جعلها ميزة لأبناء قبيلة بني شراحيل الساكنين حول هذه الجبل حينَ يرعون بمواشيهم من الأبل والغنم والبقر وتسمين الماشية.